# Porta San Biagio
La Porta San Biagio est l’une des trois portes de l’ancien noyau urbain de Lecce, dédiée à saint Biagio, évêque de la ville de Sebaste en Arménie au IVe siècle. Elle constitue l'accès sud à l'ancien centre urbain. Elle est située près de la Piazza d'Italia. 

## Histoire et description
Construite à la place d'une ancienne porte construite par Charles Quint, la Porta San Biagio a été reconstruite en 1774 à la demande du gouverneur de Terra d'Otranto, Tommaso Ruffo, comme le montre l'épigraphe latin placé en haut. La porte est surmontée du blason de Ferdinand IV de Bourbon et de celui de la ville de Lecce reproduits sur les côtés. La sculpture de saint Biagio en vêtements épiscopaux complète l'ornement artistique de la porte. Cette porte mesure 17,3 m de haut. 

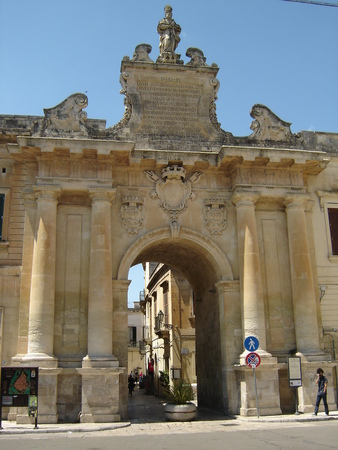
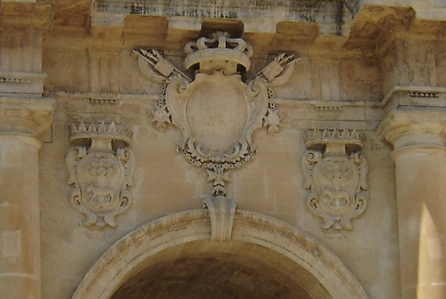
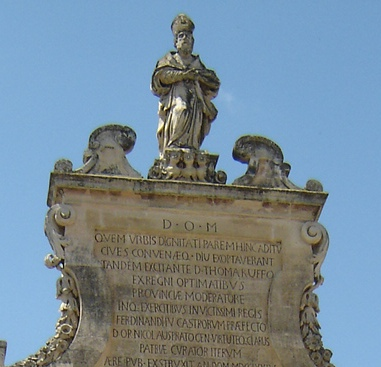

## Autres projets
- Wikimedia Commons Porta San Biagio